# Honddu (Powys)
Der Honddu [ˈhɔnðɨ] (walisisch Afon Honddu) ist ein Fluss im mittelwalisischen Verwaltungsbezirk Powys.
Er entspringt im Gebiet Mynydd Epynt und fließt nach Süden, wo er in Brecon in den River Usk mündet. Der ca. 18 km lange Fluss hat keine bedeutenden Nebenflüsse, doch münden zahlreiche Bäche in ihn. Dem Honddu-Tal folgt die B-Straße B4520, die von Brecon aus Richtung Norden nach Builth Wells verläuft. Die Straße erschließt die Weiler Upper Chapel, Lower Chapel, Pwllgloyw und Llandefaelog, die mit Ausnahme von Pwllgloyw alle an Brücken über den Honddu liegen.
Brecon Castle – heute ein Hotel – liegt an der letzten Überquerung des Honddu vor seiner Mündung. Die letzten 2,4 km seines Laufs liegen ganz oder teilweise innerhalb des Bannau-Brycheiniog-Nationalparks und des Fforest Fawr Geoparks.